# Акіта-Комагатаке (гора)
Акіта-Комагатаке (яп. 秋田駒ヶ岳) — активний стратовулкан, що знаходиться за 10 км на схід від озера Тазава на межі префектур Акіта та Івате на березі острова Хонсю.  Останнє виверження вулкана відбувалося з 18 серпня 1970 до 25 січня 1971. Вулкан є найвищою горою у префектурі Акіта та другим  — у Національному парку Товада-Хачімантай.  

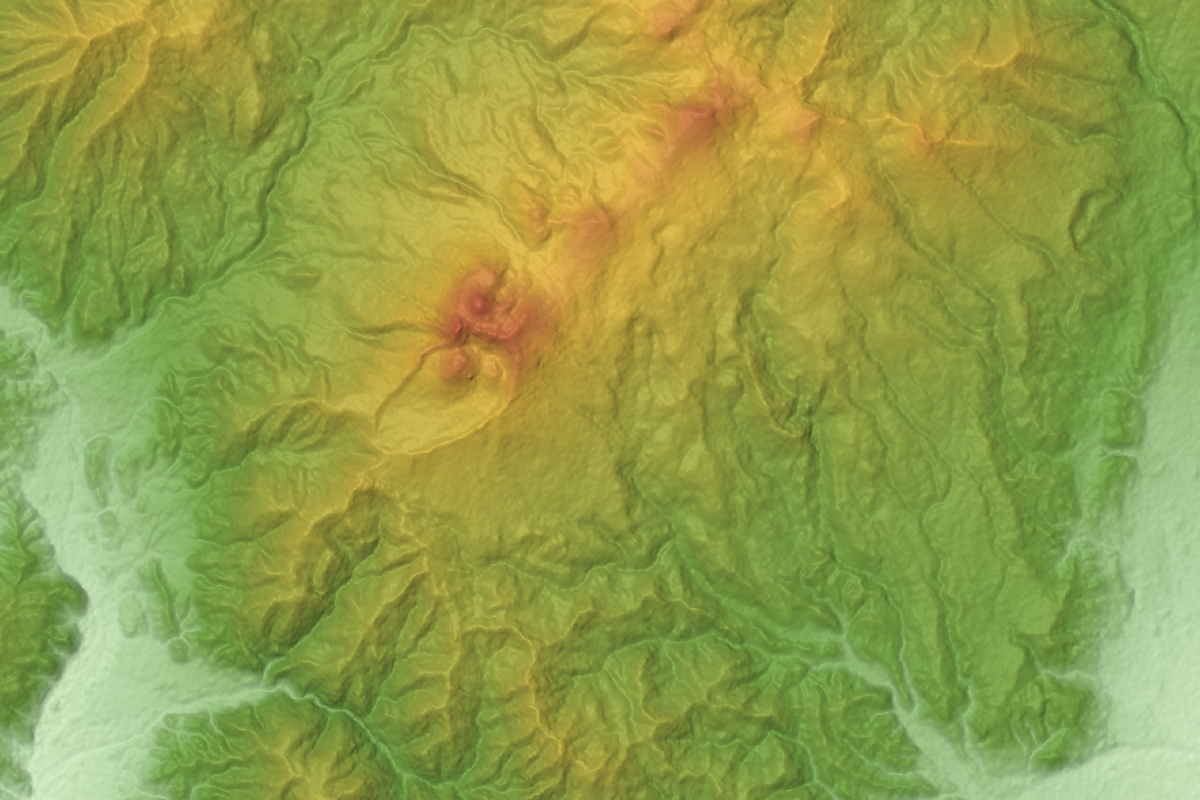
Карта рельєфу

Акіта-Комагатаке — стратовулкан, заввишки 1637 м. 
Розташовується біля озера Тадзава. 
Вулкан має 2 конуси.
Сам вулкан виник в плейстоцені, приблизно 13 500 — 11 600 років тому в результаті виверження вулкана утворилися 2 кальдери діаметром 1200 і 1500 метрів, які і зараз розташовані біля його підніжжя. 
Потік лави при виверженнях прямував переважно північ і схід від вершини вулкана. 
Також відомі і виверження поблизу кальдер, поруч із якими утворилися тріщини у земній корі.
Досить потужні виверження спостерігалися в 1932 та в 1970-71 роках.
Виверження 21 липня 1932 року було стромболіанського типу. 
На північний схід від вулкана утворилося 11 прогалин шириною 600 метрів кожна. 
Усю рослинність за 2 км було знищено. 
Людських жертв і руйнувань вдалося уникнути, оскільки вулкан на той період знаходився далеко від населених пунктів.
18 вересня 1971 почалося знову схоже виверження, яке було в 1932 році. 
Виверження вулкана ніщо не віщувало, в районі не було зафіксовано якоїсь сильної сейсмічної активності. 
Було лише зафіксовано підвищення фумарольної активності вулкана. 
Знову тип виверження був схожий на стромболіанський. 
Потоки лави вивергалися дуже активно. 
Але вони пройшли на незначну відстань, 200 м завширшки і 600 м завдовжки. 
25 січня 1971 року потоки лави припинили вивергатися.
На 2012 рік вулкан поводиться спокійно, місцеві гарячі джерела населення використовує для своїх потреб.

## Інші посилання
- Вікісховище має мультимедійні дані за темою: Акіта-Комагатаке (гора)
- Akita-Komagatake - Japan Meteorological Agency (яп.)
- Akita-Komagatake: National catalogue of the active volcanoes in Japan (PDF). - Japan Meteorological Agency
- Akita Komagatake - Geological Survey of Japan
- Akita-Komagatake: Global Volcanism Program - Smithsonian Institution